# Chalonge (Mondkrater)
Chalonge ist ein Einschlagkrater auf der Mondrückseite.
Der Krater liegt östlich des Mare Orientale, zwischen den Kratern Lewis und Ellerman.
Chalonge ist nicht nennenswert erodiert. Der Höhenunterschied zwischen Kraterwall und Kraterboden beträgt zirka 2,91 km. Im Inneren befindet sich ein 
Zentralberg von zirka 490 m Höhe.
Der Krater wurde 1985 von der IAU offiziell nach dem französischen Astronomen Daniel Chalonge benannt. Der Krater war zuvor als Nebenkrater Lewis R benannt.